# Divriği (stad)
Divriği is een stad in de provincie Sivas, Turkije, en is de hoofdstad van het gelijknamige district Divriği. De stad telde in 2012 10.824 inwoners. 

## Bezienswaardigheden
- Grote Moskee en hospitaal , erkend in 1985 als UNESCO Werelderfgoed.